# Jeonju KCC Egis
O Jeonju KCC Egis é um clube profissional de basquetebol sul-coreano sediado em Jeonju, Coreia do Sul. A equipe disputa a Korean Basketball League.

## História
Foi fundado em 1997.